# Estación Ávila Camacho
Ávila Camacho es la estación de correspondencia entre las Líneas 1 y 3 del Sistema de Tren Eléctrico Urbano (SITEUR) en Guadalajara.
El logotipo es una estilización de la banda presidencial usada por Manuel Ávila Camacho, presidente de México en el sexenio 1940-1946; y toma su nombre de la avenida homónima con la que cruza el tramo subterráneo de la línea 1.
La estación presta servicio a las colonias San Miguel de Mezquitán, La Normal y Observatorio. Además se conecta con un punto estratégico de la ciudad ya que se enlaza con diversas rutas de autobús de la ciudad, las cuales atienden la demanda de los municipios de Zapopan y Guadalajara.
Durante la construcción de la línea 3, se pretendía que la estación elevada de correspondencia con la línea 1 llevara por nombre Estación Federalismo, pero durante los trabajos finales de construcción, fue renombrada como estación Ávila Camacho, por lo tanto, ambas estaciones operan como una sola al igual que la estación Juárez.

## Puntos de Interés
- Escuela Primaria Urbana María C. Reyes Col. Mezquitán
- Avenidas Plan de San Luis y Enrique Díaz de León
- Ciclovía Federalismo, que corre desde Av. Manuel Ávila Camacho hasta Av. Circunvalación Agustín Yáñez
- Colonia San Miguel de Mezquitán
- Oficinas del Sindicato de la Sección 47 del SNTE
- Parque y Parroquia San Miguel de Mezquitán

## Galería

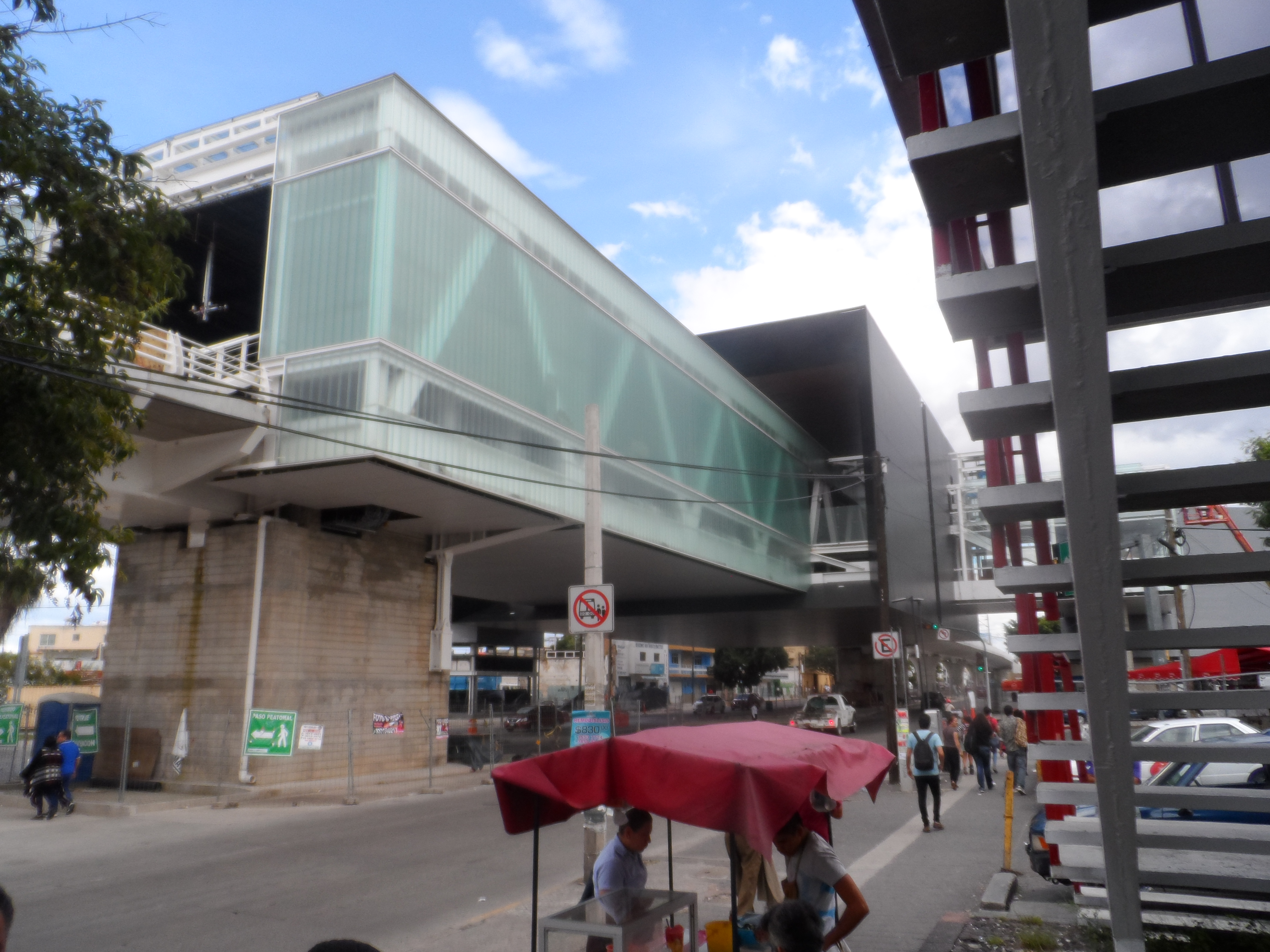
Vista externa de la estación Ávila Camacho de la Línea 3.
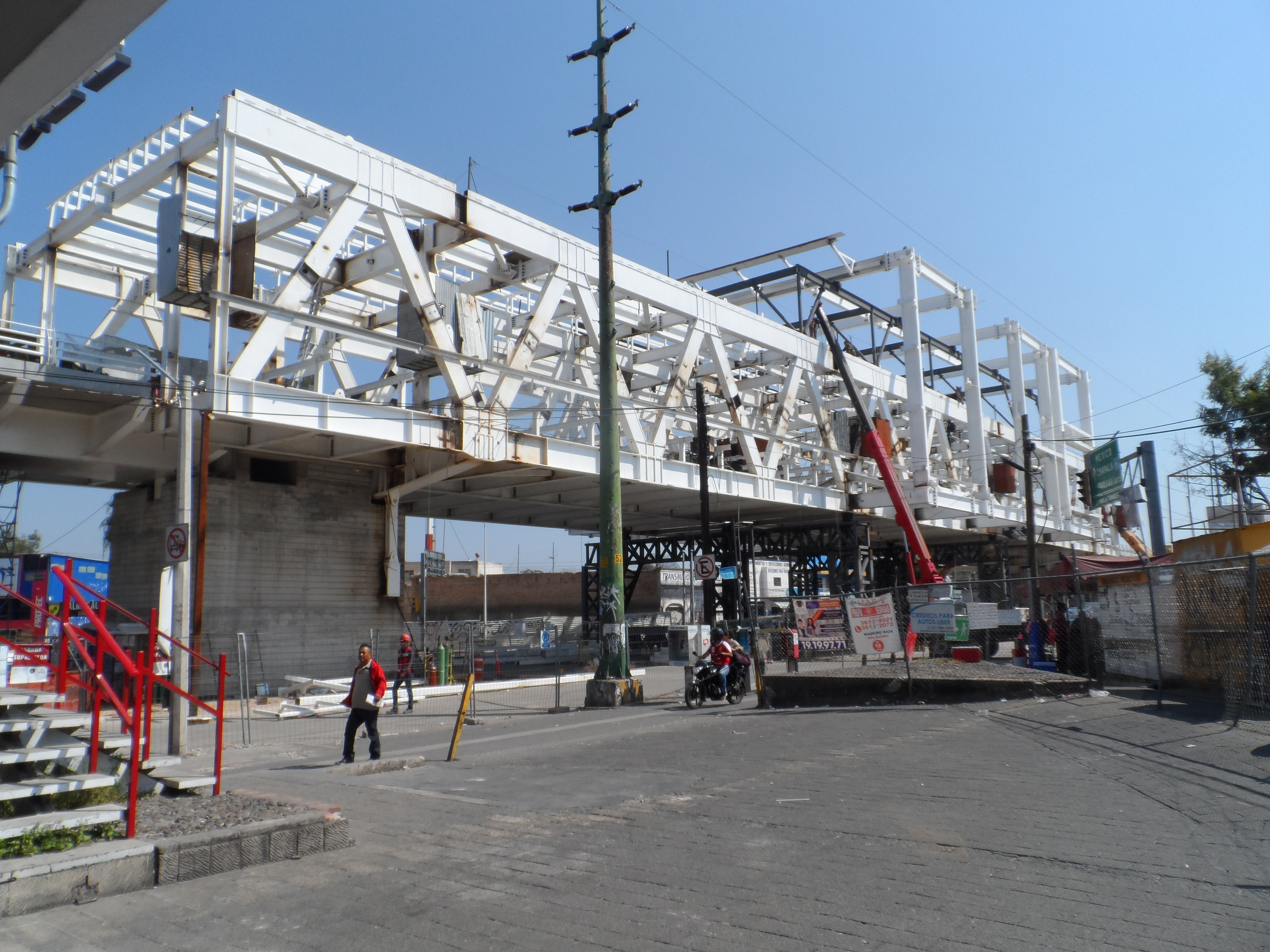
Estación Federalismo de la Línea 3 el 3 de noviembre de 2017